# Manon Veenstra
Manon Veenstra (* 6. Juli 1998 in Zwolle) ist eine niederländische BMX-Rennfahrerin.

## Sportlicher Werdegang
Veenstra war 2015 niederländische Junioren-Meisterin. In der Elite fand sie nicht gleich Anschluss an die Spitze: 2021 schaffte sie es als Zweite der niederländischen Meisterschaften erstmals aufs Podium; bei den Europameisterschaften war sie im Finale und wurde Siebte. Ende des Jahres belegte sie bei den Pumptrack-Weltmeisterschaften den sechsten Platz. Neben dem Sport studierte sie Psychologie an der Open Universiteit Nederland und arbeitete als Krankenschwester.
2022 fand sie im Weltcup den Anschluss an die Weltspitze und war bei fünf von acht Läufen im Finale. Bei den Weltmeisterschaften 2022 und BMX-Rennsport-Weltmeisterschaften 2023 war sie jeweils im Finale mit Plätzen 6 bzw. 7. Bei den Europameisterschaften 2023 gewann sie im Mannschaftszeitfahren erstmals eine Medaille auf internationaler Ebene.
Im Weltcup 2024 gelangen Veenstra drei Podiumsplatzierungen, wodurch sie in der Gesamtwertung hinter Saya Sakakibara den zweiten Platz belegte. Beim olympischen BMX-Rennen 2024 erzielte sie ihren bis dahin bedeutendsten Erfolg mit dem Gewinn der Silbermedaille.

## Erfolge
2015
 Niederländische Meisterin (Junioren)
2023
 Europameisterschaften – Mannschaftszeitfahren
2024
 Olympische Spiele